# Problematika igre Second Life
Zaradi konstantnega razvija in odprtega okolja, ki je dostopen skoraj vsakemu, ki ima dostop do interneta se je okoli Second lifa razvijo kar nekaj problemov. Problemi so tehnični (plačevanje strežnikov), moralni (pornografija), pravni (pravni vidiki Lindenškega dolarja, tožba proti Linden Lab-u). V septembru 2006 se je pojavil tudi problem varstva potrošnikov.

## Tehnični

### Zagotavljanje kvalitete
Veliko se je govorilo o zagotavljanju kvalitete Second Lifea. Nekateri uporabniki se pritožujejo, da se Linden Lab preveč oredotoča na prinašanje novih funkcionalnosti v gradbeno okolje, kot pa da bi namesto tega popravil hrošče, ki v najslabšem primeru prinesejo finančno zgubo za uporabnike. Tridesetega aprila je bilo Linden Lab-u poslano odprto pismo, ki ga je podpisalo 700 ogorčenih uporabnikov, ki so protestirali proti zagotavljanju kvalitete podjetja. Linden Lab je pismo vzel skrajno resno.

### Frekvenca osveževanja
Računalniška strojna oprema in internetna povezava, ki sta sposobni prinašati zelo kvalitetno vsebino v drugih igrah, ki jih igra več igralcev, lahko v Second Lifeu prinašata slabo frekvenco slike tudi ob najslabših grafičnih nastavitvah. Ta problem je predvsem viden, če je prisotno veliko število avatarjev na enem območju. Ta problem je po navadi posledica tega, da je sposobnost Second Lifea ta, da uporabniki prosto spreminjajo svet v kateremkoli času, kar resno omeji vso možno grafično optimizacijo. V nasprotju imajo računalniške igre določeno in vnaprej postavljeno grafično okolje. V Second Lifeu je mnogo področij, kjer morajo uporabniki odstraniti bolj detajlne avatarje in animirane predmete da se zmanjša čas čakanja.

### Gneča
Ena regija (256x256 kvadratnih metrov gostuje na enem samem stražniku) lahko gosti samo določeno število prebivalcev (40 na celini, do 100 na privatnih otokih). To pomeni, da se popularne lokacije na teh regijah, kot so točke za teleportiranje v določenih časih nedostopne. Še bolj kontraverzno je to, da obstaja možnost, da del zemlje, za katero je prebivalec plačal postane nedostopen zato, ker je drugo območje v isti regiji doseglo možno mejo avatarjev.

### Vmesnik
Shema upravljanja v Second Lifu združuje upravljanje, ki je uporabno v 3D urejanju s tistim, ki je uporabno za igranje igric in je tako zelo nepraktično za tiste, ki uporabljajo kombinacije tipk “alt”, “ctrl” in miško za osnovno premikanje s kamero in objekti v svetu. Prav tako je vse, kar je v lasti igralca- teksture, animacije, objekti, obleke, zvoki video- v enem drevesu in kmalu lahko postane zmedeno, če s tem drevesom ne upravljamo pravilno.
o

### Windows Vista
Od 16. septembra 2007 Second Life še ni uradno podprt v Windows Vista. Kljub temu zadnji klient za Second Life lepo teče v Windows Vista, ob predpogoju, da imajo uporabniki pravo strojno opremo in uporabljajo zadnje grafične gonilnike z OpenGL podporo od podjetja NVIDIA (v. 158.18 ali kasnejše) ali ATI. (Second Life ni kompatibilen z nekaterimi starejšimi grafičnimi karticami)

## Vsebina

### Seks
Kot v resničnem življenju imajo lahko uporabniki SL-a spolno parnterstvo ali pa cybersex v skupnostnih odrastlih v SL-u. Regije SL-a imenovane Main Grid so ocenjenekot “PG” ali “Za odrastle”. Zgradbe, teksture, dejanja, animacije, pogovor ali posli, ki so uvrščeni kot vsebine za odrastle, so regulirani s strani Pogojev poslovanja Second Lifa. Vsebine uvrščene kot “PG” so mišljene kot alternativa za prebivalce, ki ne želijo prebivati v okolju, kjer so dovoljene aktivnosti in posli “za starejše”. Nekateri prebivalci so protestirali proti delitvi PG/za odrastle, ker to prinese delitev med PG območji, kjer so prepovedane tudi zelo blage kletvice in območji za odrastle, kjer so dovoljene eksplicitne grafične seksualne vsebine. Nekateri so predlagali, da naj bi se vsebine Za strejše preimonovale v XXX in da naj bi vsebine Za odrasle postale vmesna pot, vendar na te prošnje še ni bilo odgovora. 
Nekaj medijske pozornosti so poželi tudi avatarji, ki zgledajo kot otroci, kljub temu, da morajo biti prebivalci SL-a stari 18 let ali več. Kljub temu nekatere države sprejemajo zakone, ki dajejo računalniško ustvarjeni pornografski sliki otroka status otroške pornografije na podlagi tega, da družba ne bi smela dovoljevati pedofilskih idej. Te države predstavljajo predvsem ZDA in Združeno kraljestvo. Od maja 2007 sta Belgija in Nemčija začeli preiskavo proti Second Lifu zaradi izmenjave nevirtualne pornografije in neprostovoljen seksulne aktivnosti z avatarji, ki zgledajo kot otroci). Linden Lab je odgovoril z jasno izjavo, da je “kakršnokoli seksulano dejanje, ki vključuje mladoletne” prekršek.
V Franciji je kozervativna družinska stranka, Familles de France, tožila Linden Lab v juniju 2007, kjer je trdila, da je Second Life dovolil dostop do seksualne vsebine tudi mladoletnim. Poleg seksulanih vsebin je dovolil dostop tudi do kockanja, oglasov za alkohol, zdravila in tobak. Linden Lab je poudaril, da virtualni svet ni namenjen otrokom.

### Igre na srečo
Do 25. julija 2007 so bile igre na srečo dovoljene tako v regijah Za starejše, kot tudi v PG regijah. Izjema je bil “Teen Grid”, kjer so bile vse vsebine za odrasle prepovedane. Igre na srelo so bile največkrat uporabljene skozi naprave, ki so jih ustvarili prebivalci. V SL-u ni bilo avtoritete, ki bi potrdila delovanje naprav za igre na srečo, zato je bilo mogoče, da so te naprave goljufale, tako da igralec nikoli ni zmagal, ali pa da so vključevale t. i. zadnja vrata, kar je pomenilo, da je samo gostitelj zmagal. SL je na to odgovoril, da ima v sebi zelo iznajdljivo skupnost, ko pride do lovljenja goljufov, poleg tega pa beseda potuje hitro v virtualnem svetu.

### Nekomercialne dejavnosti
Sl je uvedel sisteme zgradb in razvijalcev, kjer lastniki območij, ki privlačijo veliko število obiskovalcev dobijo periodični zaslužek v L$ od Linden Lab-a. To je odstranilo potrebo po tem, da bi ta območja vključevala profitno dejavnost, kot so območja za najem ali nakupovalni centri zaradi tega, da bi opravičevali strošek lastninjenja zemlje. Kljub temu so bili ti načini odstranjeni v aprilu 2006, kar je od lastnikov zahtevalo, da denar zberejo sami. Posledica tega je bila ta, da je zbiranje denarja postalo težje. To so predvsem občutila območja s socialnim/umetniški fokusom v nasprotju s tistimi območji, ki so “proizvajala denar” (kazinoji....).

### Povzročanje škode
SL je bil večkrat napaden s strani prebivalcev, ki so zlorabljali orodja, da so izdelali predmete, ki nadlegujejo ostale obiskovalce ali poškodujejo sistem. To vključuje predmete imenovanje Grey Goo, ki se neskončno množijo in sčasoma onesposobijo strežnike.
Kljub temu, da je bojevanje med avatarji prepovedano v določenih delih svetal so ti predmeti delali nered v vseh območjih; taki napadi so strogo prepovedani. Pred kratkim je Linden Lab napovedal, da so novi načrti, kako premagati Grey Goo napade v planu. V to vključujejo tu spremembe v kodi, da bi zmanjšali škodo pred napadi.

### Nepooblaščeno kopiranje vsebine
SL v sebi vključuje upravljanje z digitalnimi pravicami, ki nadzoruje premikanje tekstur, zvokov, skript in modelov skupaj z SL serverji v Linden Lab-u. V neki točki morajo biti ti podatki poslani na računalnik uporabnika, da so prikazani ali zaigrani- problem, ki je temeljni za katerikoli sistem, ki skuša uvesti omejitve za digitalne informacije. 
V novembru 2006 se je pojavilo kontraverzno orodje CopyBot, ki je bilo razvito kot del libsecondlife-a in je bilo namenjeno, da dovoli uporabnikom legitimno kopirati SL podatke za namen back-up-a. Kratek čas je to orodje dovoljevalo, da katerikoli uporabnik kopira SL predmet ali avatarja (ampak ne skript na strežnikih Linden Lab-a). Kasnejše spremembe na SL protokolu so prepovedale nekatere različice CopyBot-a. Kljub vsemu skupaj ostaja problem podvajanja vsebine.
Prebivalcem, ki kopirajo vsebino drugih grozi, da bodo prepovedani iz SL-a, vendar Linden Lab do danes ni še nobenega ni tožil zaradi kopiranja. Odkar prebivalci (in ne Linden Lab) obdržijo lastništvo nad pravicami, ni jasno ali bi Linden Lab to lahko sploh naredil.

## Mednarodni problemi

### Zakonitost
Od uporabnikov SL-a je pričakovano, da spoštujejo zakone svoje države s tem, da upoštevajo svoja dejanja v virtualnem svetu; problem lahko nastane v državah, ki imajo stroge zakone glede materiala, ki je prenešen iz interneta, kot je npr. pornografija. Za npr. uporabnika iz ZDA je mogoče, da se približa nemškemu uporabniku in ustvari predmet, ki prikazuje seksulano vsebino, ki je nelegalna po nemških zakonih, vendar legalna po ameriških. Kljub temu, da je ameriški uporabnik zlorabil SL pogoje uporabe in mu grozi zključitev iz SL-a, je nemški uporabnik zlorabil zakon resničnega življenja, s tem ko si je naložil sliko na svoj računalnik. S tem mu grozi hujša kazen.
Do zdaj takih tožb ni bilo, vendar so ustvarile skrb to takih dejanj.

### Obdvačenje
V septembru 2007 je Linden Lab naznanil, da bo obdavčil zemljo za uporabnike znotraj EU in s tem povečal stroške mnogih poslov v SL-u in jih s tem naredil nekonkurenčne poslom izven EU. Resnični zakon v tem primeru nudi zaščito za posle v EU: posli se lahko registrirajo, kar pomeni, da morajo pobirati davek od strank registriranih v EU, zato pa jim ni treba plačevati davka na sredstva. Tako lahko še vedno prodajajo strankam izven EU po konkurenčnih cenah. Problem je nastal, ker Linden Lab ne more zagotoviti kriterijev, po katerih bi sed podjetja lahko registrirala. SL namreč ne more ugotoviti ali je stranka iz Evrope ali ne, poleg tega pa L$ tako ali tako ni relana valuta. Poleg tega mora biti posel realni, kar pa v SL-u pogostokrat ni res, saj gre le za posameznike, ki si s poslom plačujejo pravico do zemlje.
Ko je bil davek naznanjen, se je le ta avtomatično zaračunal k mesečnemu računu evropskih uporabnikov, kar je pomenilo, da so nekateri morali plačati neznansko visok račun. Nekateri uporabniki nameravajo ukrepati proti Linden Lab-u, saj menijo, da bi Linden Lab kljub vsemu rabil dovoljenje od uporabnikov, da jim trga davek iz njihovih računov. 

## Ostalo

### Varnost uporabnikov
8 septembra je Linden Lab razkril, da je bila baza podatkov uporabnikov v nevarnosti pred razkritjem, vendar je velika verjetnost, da ni noben dostopil do nje. Kasneje je bilo objavljeno, da je heker poskušal vstopiti v denarni sistem SL, ki naj bi odkril tudi prava imena uporabnikov in njihova gesla, vendar jih ni.

### Notranja ureditev
Linden Lab je poudaril, da ne bo raziskoval nobenih pogodb, ki so se sklenile med uporabniki SL-a, vendar pa bodo sodelovali z resničnimi sodišči. To je pripeljalo do goljufij v Sl-u, vendar so te tako majhne (manj kot US$ 100), da je malo verjetnosti, da bo žrtev hotela tožiti koga na pravem sodišču.

### Spremembe načel poslovanja
Linden Lab po navadi ne ponudi odškodnine, ko se spremenijo pravila poslovanja, niti takrat ko ima to izrazito negativne posledice za obiskovalce. Ko so bile prepovedane igre na srečo v juliju 2007, so veliko obiskovalcev, ki so porabili tudi več kot US$5000 pustili na suhem.